# Enaretta brevicauda
Enaretta brevicauda är en skalbaggsart som beskrevs av Stefan von Breuning 1939. Enaretta brevicauda ingår i släktet Enaretta och familjen långhorningar. Inga underarter finns listade i Catalogue of Life.